# Raymond Bloch
Raymond Moïse Arnold Alphonse Bloch (* 4. Mai 1914 in Paris; † 12. August 1997 ebenda) war ein französischer Althistoriker, Altphilologe, Archäologe und Etruskologe. Er hatte von 1949 bis 1983 den Lehrstuhl für lateinische Epigraphik und römische Altertümer an der École pratique des hautes études inne.

## Leben
Raymond Bloch war der Sohn des Romanisten Oscar Bloch. Nach dem Baccalauréat (Abitur) am Pariser Lycée Buffon und den Vorbereitungsklassen am Lycée Louis-le-Grand studierte er ab 1934 an der École normale supérieure und schloss 1938 mit der Agrégation (Staatsprüfung für das höhere Lehramt) im Fach Grammatik ab. Im selben Jahr erhielt er das Diplom der historisch-philologischen (IV.) Sektion der École pratique des hautes études (EPHE). Zu seinen Lehrern gehörten die Historiker Jérôme Carcopino und André Piganiol, der Linguist Alfred Ernout, der Religionshistoriker Georges Dumézil und der Philologe Jean Bayet. Bloch ging 1938 an die École française de Rome, veröffentlichte über die Ara Pietatis Augustae (1939) und wies 1940 den teilweise etruskischen Ursprung der Sibyllinischen Bücher nach.
Seine Karriere wurde aber 1939 durch den Zweiten Weltkrieg unterbrochen. Er war von der französischen Niederlage im Juni 1940 bis 1945 Kriegsgefangener in Deutschland, unter anderem in Lübeck, wo er die Bekanntschaft von Fernand Braudel machte. Während der Gefangenschaft schrieb er an einem Buch über die Ursprünge Roms, das nach dem Krieg erschien. Nach seiner Befreiung konnte er von 1945 bis 1947 erneut an die École française in Rom gehen und war danach an etruskischen Ausgrabungen beteiligt, zuerst im Auftrag des Leiters der École française Albert Grenier in Bolsena (wo er nach dem großen, hier vermuteten zentralen etruskischen Tempel zu Ehren des Voltumna suchte) und 1960 bis 1965 mit Guido Achille Mansuelli in Casalecchio di Reno. 
Von 1949 bis zu seiner Emeritierung 1983 war er Directeur d’Études (entspricht einem Professor) in der IV. Sektion der EPHE, wo er als Nachfolger Jacques Zeillers den Lehrstuhl für lateinische Epigraphik und römische Altertümer innehatte. Die Gebiete seiner Forschung und Lehre gingen aber darüber hinaus. So behandelte er in seinem wöchentlichen Seminar die Etrusker und frührömische Geschichte. Nahezu alle Etruskologen Frankreichs seiner Zeit gehörten zu seinen Schülern. Seine Thèse d’État (entspricht etwa einer Habilitation) schloss er 1970 ab. Außerdem gründete er 1973 das CNRS-Forschungszentrum für etrusko-italische Studien, das er bis 1983 leitete.
Bloch nahm in Hinblick auf die Ursprünge der Etrusker eine mittlere Stellung zwischen den Anhängern der Herodot-These des Ursprungs im Osten und der autochthonen Entstehung (Massimo Pallottino) ein. Er neigte zu einer Herkunft aus dem Osten, ihre Kultur entstand aber aus der Verschmelzung verschiedener Einflüsse innerhalb der italienischen Villanova-Kultur. Ein weiterer Schwerpunkt seiner Forschung neben den Etruskern war antike Religionsgeschichte.
1982 wurde Bloch Mitglied der Académie des inscriptions et belles-lettres. Er war auswärtiges Mitglied und Sekretär des Istituto Nazionale di Studi Etruschi ed Italici in Florenz, Mitglied des Deutschen Archäologischen Instituts, der Pontificia Accademia Romana di Archeologia in Rom und des Istituto degli Studi Romani.

## Schriften (Auswahl)
- Recherches archéologiques en territoire volsinien, de la protohistoire à la civilisation étrusque, Paris 1972 (Weiterentwicklung aus seiner Dissertation, Ausgrabungen um Bolsena, lateinisch Volsinii nova)
- Les Étrusques, Que sais-je ?, PUF, 1954, 1963, Rezension von Marcel Renard, L’antiquité classique 1955,
- Le mystère étrusque, Club francais du livre 1956,  Rezension von Fred Householder, The Classical Journal 1960, der Ausgabe New York: Praeger 1958
- L’art et la civilization étrusques, Paris: Plon 1955.
  - Deutsch Die Etrusker, Heyne Taschenbuch 1977 (Archaeologia mundi)
- L’Art des Étrusques, Paris: Braun, 1956
  - Deutsch: Die Kunst der Etrusker, Kohlhammer 1966
- Les Origines de Rome, PUF, Que-sais-je?, 1946, 1959
- Tite-Live et les premiers siècles de Rome, Paris: Les belles lettres 1965.
- Les Prodiges dans l’Antiquité classique, Paris 1963,
- La divination dans l’antiquité, PUF 1984
- La divination, essai sur l’avenir et son imaginaire, 1991
- mit Alain Hus Les conquetes de l’archeologie, Hachette 1968
- mit anderen Recherches sur les religions de l’antiquité classique, Genf, Paris 1976, 1980

Bloch gab in der Edition Guillaume Budé Buch 7 und 8 des Geschichtswerks von Titus Livius heraus (und Kommentare zu den anderen Bänden in Neuauflagen). Er war Herausgeber der Reihe Les grandes civilisations bei Arthaud.